# Волсюм
Волсюм (нід. Wolsum) — село в нідерландській провінції Фрисландія. Входить до муніципалітету Південно-Західна Фрисландія. Його населення станом на 2017 рік складало 160 осіб.